# Резня на острове Тхотю
Резня́ на о́строве Тхотю — массовое убийство, совершённое отрядами «красных кхмеров», захватившими 10 мая 1975 года вьетнамский остров Тхотю. В результате нападения боевиков 515 мирных жителей были похищены и депортированы в Камбоджу, впоследствии все они были убиты. С 24 по 27 мая 1975 года вьетнамские войска вели бои с захватчиками и впоследствии отбили его у «красных кхмеров». В 1977 году «красные кхмеры» снова организовали рейд на остров Тхотю, однако в этот раз их отряды были разбиты.

## Предыстория
После победы «красных кхмеров» в гражданской войне в Камбодже в 1975 году и установления там коммунистического режима на камбоджийско-вьетнамской границе начались столкновения.

## История
10 мая 1975 года войска так называемой «Революционной Армии Кампучии» напали на остров Тхотю и захватили его. В результате поселение было уничтожено, множество жителей было убито, а ещё 515 человек было похищено. Жителей острова насильно депортировали в Камбоджу, где все они впоследствии были убиты.
С 24 по 27 мая 1975 года вьетнамские войска вели бои с захватившими остров «красными кхмерами». В результате им удалось отбить остров. В 1977 году, «красные кхмеры» предприняли новую попытку захватить остров, однако она не увенчалась успехом — отряды боевиков потерпели поражение.